# Akhtar Hameed Khan
Akhtar Hameed Khan (en urdu, اختر حمید خان; pronunciado: əxt̪əɾ hɐmiːd xɑːn) (n. 15 de julio de 1914 – f. 9 de octubre de 1999) fue un activista del desarrollo y científicio social pakistaní, reconocido por sus iniciativas pioneras relativas al microcrédito y a las microfinanzas, las cooperativas de agricultores y los programas de capacitación rural en los países en desarrollo. Promovió el desarrollo rural participativo en Pakistán, Bangladés y otros países en desarrollo y abogó ampliamente por la participación de la comunidad en el desarrollo. Su contribución más importante fue el establecimiento de un proyecto comprehensivo para el desarrollo rural, el Modelo Comilla (1959), que lo hizo merecedor del Premio Ramon Magsaysay de Filipinas y de un doctorado en Leyes honorario de la Universidad Estatal de Míchigan.
En los años 1980, Hameed inició una iniciativa de desarrollo comunitario bottom up de Proyecto Piloto Orangi, con sede en las afueras de Karachi, que se convirtió en un modelo de iniciativas de desarrollo participativo. Asimismo, dirigió muchos programas de microcrédito y autofinanciamiento, de provisión de alojamiento a planificación familiar, para comunidades rurales y barriadas urbanas. Estas acciones le concedieron reconocimiento internacional y altos honores en Pakistán. Hameed hablaba fluidamente, por lo menos, siete idiomas y dialectos. Además de muchos libros y artículos académicos, también publicó una colección de poemas y literatura de viajes en urdu.

## Primeros años
Khan nació el 15 de julio de 1914 en Agra en una familia de cuatro hijos y tres hijas de Anis Ahmed Khan y Mehmoodah Begum. Su padre, un oficial de policía, fue inspirado por el pensamiento reformista de Syed Ahmed Khan. En sus primeros años, la madre de Kan le presentó la poesía de Maulana Hali y Muhammad Iqbal, los sermones de Abul Kalam Azad y la filosofía sufista de Rumi. Esta educación influyó en su interés en la historia, así como en asuntos sociales, económicos y políticos contemporáneos.
Khan asistió a la escuela secundaria estatal en Jalam (Uttar Pradesh) y completó su educación en 1930 en la Universidad de Agra, donde estudió literatura e historia inglesa. Obtuvo un grado de Bachelor of Arts en literatura, historia y filosofía inglesa en la Universidad de Meerut en 1932. En este tiempo, su madre fue diagnosticada con tuberculosis y falleció a la edad de 36 años. Khan continuó sus estudios y obtuvo un Master of Arts en literatura inglesa de la Universidad de Agra en 1934. Trabajó como profesor en la Universidad de Meerut antes de convertirse en funcionario público en 1936. Como parte de su capacitación, fue enviado a enseñar literatura e historia en el Magdalene College de la Universidad de Cambridge en Inglaterra. Durante su estadía, desarrolló una gran amistad con Choudhary Rahmat Ali.

## Libros en Urdu
Además de muchos libros académicos y artículos, también publicó una colección de poemas y relatos de viajes en urdu.
- De 1972, Safar-e-ki Amrika Diary (Diario de un Viaje a América). The City Press: Karachi.
- 1988, Chiragh aur Kanwal (Colección de poemas en urdu). Saad Publishers. Editores Saad. Karachi.